# Hans-Christian Hausenberg
Hans-Christian Hausenberg (* 18. September 1998 in Tartu) ist ein estnischer Leichtathlet, der sich auf den Zehnkampf spezialisiert hat, aber auch in diversen Einzeldisziplinen, insbesondere dem Weitsprung, an den Start geht.

## Karriere
Hans-Christian Hausenberg gelangen bisher mehrere nationale als auch ein internationaler Erfolg. Erste internationale Erfahrungen sammelte er beim Europäischen Olympischen Jugendfestival (EYOF) 2013 in Utrecht, bei dem er im Stabhochsprung mit überquerten 4,82 m die Silbermedaille gewann, im Dreisprung keinen gültigen Versuch zustande brachte und mit der estnischen 4-mal-100-Meter-Staffel in 43,78 s den siebten Platz belegte. Im Jahr darauf qualifizierte er sich im Weitsprung für die Olympischen Jugendspiele in Nanjing, bei denen er bis in das A-Finale gelangte, dort aber keinen gültigen Versuch zustande brachte. 2015 nahm er an den Jugendweltmeisterschaften im kolumbianischen Cali teil und erkämpfte sich dort im Zehnkampf mit 7657 Punkten die Bronzemedaille hinter dem Deutschen Niklas Kaul (8002 Punkte) und Ludovic Besson aus Frankreich (7678 Punkte). Ein Jahr später startete er bei den U20-Weltmeisterschaften in Bydgoszcz und gelangte dort mit 7370 Punkten auf den elften Platz. 
2017 startete er bei den U20-Europameisterschaften Grosseto im Weitsprung und belegte dort mit 7,78 m den siebten Platz. Zudem erreichte er im 110-Meter-Hürdenlauf das Halbfinale und schied dort mit 14,21 s aus, während er mit der Staffel mit 40,81 s im Vorlauf scheiterte. Nachdem er 2018 nur Wettkämpfe auf nationaler Ebene bestritten hatte, nahm Hausenberg 2019 an den Europaspielen in Minsk teil und erreichte dort im 100-Meter-Lauf in 11,12 s Rang 29. Anschließend belegte er bei den U23-Europameisterschaften in Gävle mit einer Weite von 7,86 m den vierten Platz. 2022 belegte er bei den Hallenweltmeisterschaften in Belgrad mit 6191 Punkten den vierten Platz. Im August blieb er bei den Europameisterschaften in München in der Vorrunde ohne gültigen Versuch. Im Jahr darauf wurde er bei den Halleneuropameisterschaften in Istanbul mit 4992 Punkten Zehnter im Siebenkampf.
In den Jahren von 2018 bis 2020 und 2022 wurde Hausenberg estnischer Meister im Weitsprung im Freien sowie 2018, 2020, 2022 und 2023 in der Halle. Zudem siegte er in der Halle 2019 im 60-Meter-Lauf sowie über 60 m Hürden und 2020, 2022 und 2023 siegte er im Stabhochsprung.

## Persönliche Bestleistungen
- 100 Meter: 10,68 s (+1,4 m/s), 21. Juli 2019 in Pärnu
  - 60 Meter (Halle): 6,82 s, 16. Februar 2019 in Tallinn
- 110 m Hürden: 14,49 s (+0,8 m/s), 27. Juli 2019 in Rakvere
  - 60 m Hürden (Halle): 7,88 s, 7. Februar 2023 in Tartu
- Weitsprung: 7,91 m (+1,0 m/s), 9. August 2020 in Tallinn
  - Weitsprung (Halle): 7,96 m, 18. März 2022 in Belgrad
- Stabhochsprung: 5,15 m, 8. August 2020 in Tallinn
  - Stabhochsprung (Halle): 5,31 m, 11. März 2022 in Tartu
- Zehnkampf: 6568 Punkte, 27. Juli 2019 in Rakvere
  - Siebenkampf (Halle): 6191 Punkte, 19. März 2022 in Belgrad